# Prima Lega 2015-2016 (Egitto)
La Prima Lega egiziana 2015-2016 è stata la 57ª edizione della massima competizione calcistica egiziana. La stagione è iniziata il 20 ottobre 2015 e si è conclusa il 9 luglio 2016. A vincere, con due giornate di anticipo rispetto alla fine del torneo, è stato l'Al-Ahly, per la 38ª volta.

## Stagione

### Formula
Le 18 squadre partecipanti si affrontano due volte in un girone di andata e uno di ritorno per un totale di 34 giornate.

Le ultime cinque classificate sono retrocesse in Seconda Divisione.

## Classifica finale
|                   | Pos. | Squadra                | Pt | G  | V  | N  | P  | GF | GS | DR  |
| ----------------- | ---- | ---------------------- | -- | -- | -- | -- | -- | -- | -- | --- |
| Egitto (bandiera) | 1.   | Al-Ahly                | 40 | 18 | 12 | 4  | 2  | 29 | 11 | +18 |
|                   | 2.   | Zamalek                | 35 | 18 | 10 | 5  | 3  | 26 | 13 | +13 |
|                   | 3.   | Misr Lel Makasa        | 32 | 18 | 8  | 8  | 2  | 28 | 17 | +11 |
|                   | 4.   | Al-Masry               | 32 | 18 | 8  | 8  | 2  | 27 | 19 | +8  |
|                   | 5.   | El Dakhleya            | 30 | 19 | 7  | 9  | 3  | 23 | 18 | +5  |
|                   | 6.   | Petrojet               | 30 | 19 | 8  | 6  | 5  | 18 | 13 | +5  |
|                   | 7.   | El-Entag El-Harby      | 28 | 19 | 7  | 7  | 5  | 21 | 14 | +7  |
|                   | 8.   | Smouha                 | 28 | 19 | 6  | 10 | 3  | 27 | 22 | +5  |
|                   | 9.   | Ismaily                | 25 | 18 | 7  | 4  | 7  | 24 | 19 | +5  |
|                   | 10.  | ENPPI                  | 25 | 18 | 6  | 7  | 5  | 25 | 22 | +3  |
|                   | 11.  | Wadi Degla             | 25 | 18 | 6  | 7  | 5  | 19 | 17 | +2  |
|                   | 12.  | Aswan                  | 22 | 19 | 5  | 7  | 7  | 19 | 23 | -4  |
|                   | 13.  | Al-Ittihad Alessandria | 22 | 18 | 6  | 4  | 8  | 12 | 22 | -10 |
|                   | 14.  | El Gaish               | 21 | 18 | 4  | 9  | 5  | 23 | 24 | -1  |
|                   | 15.  | Al-Mokawloon           | 16 | 19 | 3  | 7  | 9  | 16 | 25 | -9  |
|                   | 16.  | El-Shorta              | 13 | 18 | 1  | 10 | 7  | 14 | 25 | -11 |
|                   | 17.  | Ghazl El-Mehalla       | 7  | 19 | 0  | 7  | 12 | 8  | 31 | -23 |
|                   | 18.  | Haras El-Hodood        | 5  | 19 | 0  | 5  | 14 | 9  | 33 | -24 |

Legenda:

      Ammessa in CAF Champions League 2017

      Ammessa in Coppa della Confederazione CAF 2017

      Retrocesse in Egyptian Second Division 2016-2017

Tre punti a vittoria, uno a pareggio, zero a sconfitta.
La classifica viene stilata secondo i seguenti criteri:
- Punti conquistati
- Punti conquistati negli scontri diretti
- Differenza reti negli scontri diretti
- Reti realizzate negli scontri diretti
- Goal fuori casa negli scontri diretti (solo tra due squadre)
- Differenza reti generale
- Reti totali realizzate
- Fair-play ranking